# محمد أقا سفلي
محمد أقا سفلي (بالفارسية: محمدآقا سفلی) هي قرية تقع في قسم ببه‌جيك (مقاطعة تشالدران) في إيران. يقدر عدد سكانها بـ 22 نسمة .